# Merlí Bergeron Calduchn
Merlí Bergeron Calduch és el nom del protagonista de la sèrie Merlí interpretat per Francesc Orella. És un home de 60 anys que és professor de filosofia a l'institut Àngel Guimerà, on hi estudia el seu fill Bruno, situat a Barcelona. La sèrie es va estrenar 14 de setembre de 2015 a TV3 i consta de 3 temporades.

## Història del personatge
Sabem d'en Merlí que va abandonar la seva dona i el seu fill quan aquest era petit perquè no li agradava la vida que duia. Uns anys més tard la seva exdona marxa a viure a Roma, fet que farà que en Merlí s'hagi de quedar amb el seu fill Bruno (David Solans), amb qui reprèn la relació. Aniran a viure a casa de la seva mare Carmina Calduch (Anna Maria Barbany) perquè l'han fet fora del seu pis. Poc després començarà una relació sentimental amb la Gina (Marta Marco), la mare del Gerard (Marcos Franz). El fet que el Merlí li sigui infidel diverses vegades amb la Míriam (la mare de l'Ivan) i la Silvana (la nova professora d'història) farà que se separin durant un temps.
A cada capítol presenta la filosofia d'algun autor o escola de pensament, com els peripatètics, Nietzsche o Schopenhauer, que sempre lliga amb els esdeveniments d'algun personatge.
Es morirà d'un vessament cerebral a l'edat 60 durant l'últim capítol de la sèrie.

## Caràcter
En Merlí és un home culte, de moral pròpia, que va a la seva, seductor i amb una vida sexual intensa. Té un humor negre i afilat, resulta irònic, mordaç i irritant per a la resta de professorat, però no per als seus alumnes, que el consideren original, divertit i estimulant. Ell no vol problemes, vol solucions; és un home que sempre va al gra i sempre diu el que pensa. Això provoca incomoditat als altres, especialment als seus companys del claustre de l'institut Àngel Guimerà.
El Merlí es caracteritza per ser un professor que fa les classes de forma diferent a la resta de professors. La seva intenció és fer que la filosofia faci pensar i opinar els seus alumnes (els peripatètics). Ho farà però, amb mètodes imprevisibles i poc ortodoxos.
Al llarg de la sèrie demostra ser un professor proper amb els alumnes i que no dubta mai a ajudar-los amb els seus problemes personals.